# Arquidiócesis de León
La arquidiócesis de León (en latín: Archidioecesis Leonensis) es una circunscripción eclesiástica de la Iglesia católica en México. Se trata de una arquidiócesis latina, sede metropolitana de la provincia eclesiástica de Bajío. Desde el 4 de julio de 2024 su arzobispo es Jaime Calderón Calderón.

## Territorio y organización

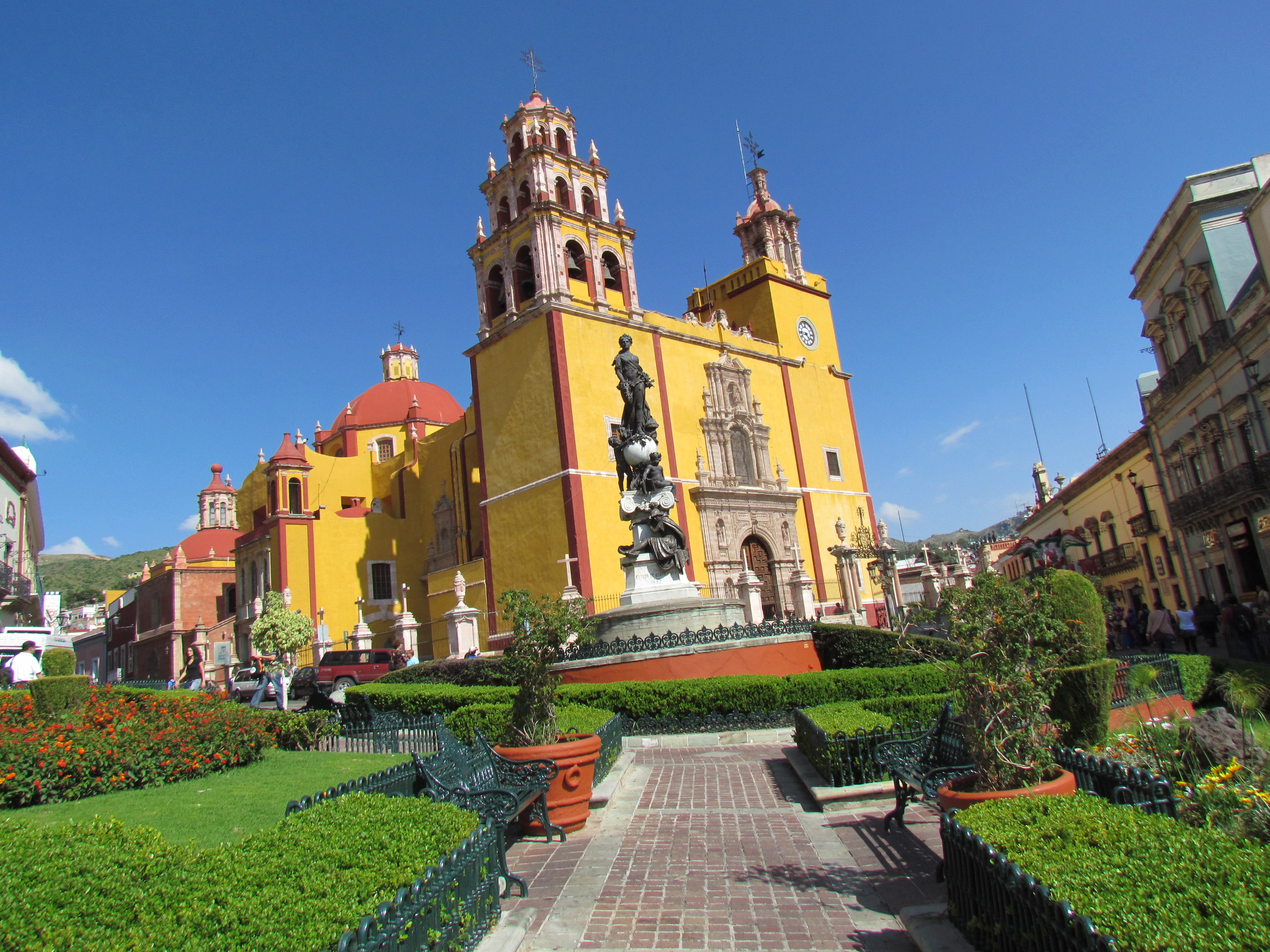
Basílica menor de Nuestra Señora, en Guanajuato

La arquidiócesis tiene 8110 km² y extiende su jurisdicción sobre los fieles católicos de rito latino residentes en el estado de Guanajuato en los 9 municipios de: León, Guanajuato, Manuel Doblado, Ocampo, Purísima del Rincón, Romita, San Felipe, San Francisco del Rincón y Silao de la Victoria. Pertenece a la arquidiócesis además la localidad de Comanja de Corona  en el municipio de Lagos de Moreno en el estado de Jalisco. 
La sede de la arquidiócesis se encuentra en la ciudad de León de Los Aldama (o León), en donde se halla la Catedral basílica de la Madre Santísima de la Luz, que se comenzó a edificar por los jesuitas en 1765. La obra quedó inconclusa, a una altura de 8 metros con la fachada lateral labrada en estilo barroco, debido a la expulsión de los jesuitas de los dominios españoles en el continente. No se retomó sino hasta 1866 y aun sin concluirse se estableció como sede de la recién erigida diócesis de León. El templo se dedicó a la Virgen de la Luz, quien ya era patrona de la ciudad de León desde 1810. Fue remozada en el siglo XIX por el arquitecto Luis Long, y posteriormente ampliada en 1902 por el ingeniero Ernesto Brunel con motivo de la coronación de la Virgen. En Guanajuato se encuentra la basílica menor de Nuestra Señora. 
La arquidiócesis tiene como sufragáneas a las diócesis de: Celaya, Irapuato y Querétaro.
En 2021 en la arquidiócesis existían 132 parroquias agrupadas en 17 decanatos y estos en 6 zonas pastorales:
- Decanatos: San Francisco de Asís, San Pedro Apóstol;
- Decanatos: San Felipe Apóstol, San Juan Bautista;
- Decanatos: Señor de la Misericordia, San Felipe de Jesús, Sagrado Corazón de Jesús, Purísima Concepción;
- Decanatos: San Sebastián, Señor de la Salud, Santísima Trinidad, Señor San José;
- Decanatos: San Miguel Arcángel, San Marcos Evangelista, Espíritu Santo;
- Decanatos: Cristo Rey, Nuestra Señora de Guanajuato.

## Historia
La diócesis de León fue erigida el 26 de enero de 1863 con la bula Gravissimum sollicitudinis del papa Pío IX, obteniendo su territorio de la diócesis de Michoacán (hoy arquidiócesis de Morelia), la cual fue simultáneamente elevada al rango de la arquidiócesis metropolitana. La sede de León era originalmente sufragánea de la arquidiócesis de Michoacán. El domingo 21 de febrero de 1864 se ejecutó la erección canónica de la diócesis en el templo parroquial de San Sebastián, el cual desde entonces es llamado “Sagrario de la Catedral”. Cuando se fundó la arquidiócesis, fue consagrada a la Madre Santísima de la Luz, la cual ya era patrona de la ciudad desde 1732. Posteriormente, por haberse construido en su territorio el monumento a Cristo Rey, en el cerro del Cubilete, también tomó ese patronazgo.
El primer obispo fue José María de Jesús Diez de Sollano y Dávalos, quien era obispo in partibus infidelium de Troade y auxiliar de la arquidiócesis de México, fue designado el 19 de marzo de 1863. Debido a la situación política de la época no pudo tomar posesión de su diócesis hasta el 14 de febrero de 1864. Durante su gobierno se terminó la construcción de la Catedral de León. Hizo construir además 110 iglesias en diversos puntos de su diócesis. Murió en León el 7 de junio de 1881.
El segundo obispo fue Tomas Barón y Morales, quien fue preconizado obispo de Chilapa el 7 de abril de 1876, fue consagrado en la Basílica de Guadalupe de Ciudad de México el 25 de junio de 1876. Fue trasladado a la diócesis de León el 25 de septiembre de 1882. Murió el 13 de enero de 1898.
El tercer obispo fue Santiago de la Garza Zambrano. Fue ordenado el 3 de noviembre de 1860, preconizado primer obispo de Saltillo el 19 de enero de 1893, fue trasladado a León, el 12 de febrero de 1898, donde permaneció dos años, pues fue promovido al arzobispado de Linares (hoy arquidiócesis de Monterrey) el 2 de marzo de 1900.
El cuarto obispo fue Leopoldo Ruiz y Flores. Fue ordenado en Roma el 17 de marzo de 1888 y preconizado obispo de León el 1 de octubre de 1900, ciudad en la que fue consagrado el 27 de diciembre del mismo año. El papa Pío X lo promovió a la arquidiócesis de Linares el 14 de septiembre de 1907.
El 13 de octubre de 1973 cedió una parte de su territorio para la erección de la diócesis de Celaya mediante la bula Scribae illi del papa Pablo VI.
El 5 de noviembre de 1988 pasó de la provincia eclesiástica de la arquidiócesis de Morelia a la de la arquidiócesis de San Luis Potosí.
El 3 de enero de 2004 cedió otra porción de su territorio para la erección de la diócesis de Irapuato mediante la bula Venerabiles Fratres del papa Juan Pablo II.
El 25 de noviembre de 2006, con la bula Mexicani populi del papa Benedicto XVI, la diócesis fue elevada al rango de arquidiócesis metropolitana, asignándose como sufragáneas las diócesis de Celaya, Irapuato y Querétaro. En la bula, la provincia eclesiástica lleva el nombre de Bajío.
En marzo de 2012 la arquidiócesis recibió un visita del papa Benedicto XVI en el marco de su viaje apostólico a México.

## Estadísticas
Según el Anuario Pontificio 2022 la arquidiócesis tenía a fines de 2021 un total de 2 226 722 fieles bautizados.
| Año                                                                             | Población            | Población | Población      | Sacerdotes | Sacerdotes    | Sacerdotes    | Bautizados por sacerdote | Diáconos permanentes | Religiosos | Religiosos | Parroquias |
| Año                                                                             | Bautizados católicos | Total     | % de católicos | Total      | Clero secular | Clero regular | Bautizados por sacerdote | Diáconos permanentes | Varones    | Mujeres    | Parroquias |
| ------------------------------------------------------------------------------- | -------------------- | --------- | -------------- | ---------- | ------------- | ------------- | ------------------------ | -------------------- | ---------- | ---------- | ---------- |
| 1948                                                                            | 570 400              | 575 000   | 99.2           | 221        | 185           | 36            | 2580                     |                      | 57         | 562        | 50         |
| 1966                                                                            | 999 000              | 110 642   | 902.9          | 357        | 274           | 83            | 2798                     |                      | 146        | 1100       | 37         |
| 1970                                                                            | 1 195 478            | 1 206 435 | 99.1           | 367        | 266           | 101           | 3257                     |                      | 132        | 1532       | 43         |
| 1976                                                                            | 999 764              | 1 004 236 | 99.6           | 303        | 209           | 94            | 3299                     |                      | 163        | 1042       | 55         |
| 1980                                                                            | 1 117 931            | 1 127 395 | 99.2           | 319        | 205           | 114           | 3504                     |                      | 313        | 1025       | 62         |
| 1990                                                                            | 2 675 000            | 2 745 000 | 97.4           | 318        | 215           | 103           | 8411                     |                      | 171        | 1018       | 82         |
| 1999                                                                            | 2 939 168            | 3 090 000 | 95.1           | 376        | 239           | 137           | 7816                     |                      | 279        | 480        | 110        |
| 2000                                                                            | 3 058 967            | 3 199 204 | 95.6           | 409        | 252           | 157           | 7479                     |                      | 194        | 1102       | 113        |
| 2001                                                                            | 3 364 864            | 3 519 124 | 95.6           | 389        | 252           | 137           | 8650                     |                      | 145        | 1528       | 115        |
| 2002                                                                            | 3 081 802            | 3 210 211 | 96.0           | 389        | 252           | 137           | 7922                     | 4                    | 145        | 1443       | 119        |
| 2003                                                                            | 3 356 804            | 3 885 116 | 86.4           | 426        | 245           | 181           | 7879                     | 4                    | 189        | 1459       | 119        |
| 2004                                                                            | 3 416 000            | 3 795 967 | 90.0           | 388        | 226           | 162           | 8804                     |                      | 170        | 1326       | 98         |
| 2013                                                                            | 2 437 253            | 2 910 390 | 83.7           | 348        | 230           | 118           | 7003                     | 12                   | 197        | 665        | 123        |
| 2016                                                                            | 2 696 597            | 2 955 369 | 91.2           | 379        | 235           | 144           | 7115                     | 13                   | 239        | 642        | 123        |
| 2019                                                                            | 2 777 160            | 3 043 770 | 91.2           | 571        | 425           | 146           | 4863                     | 11                   | 234        | 270        | 125        |
| 2021                                                                            | 2 226 722            | 2 447 649 | 91.0           | 375        | 236           | 139           | 5937                     | 10                   | 217        | 273        | 132        |
| Fuente: Catholic-Hierarchy, que a su vez toma los datos del Anuario Pontificio. |                      |           |                |            |               |               |                          |                      |            |            |            |

## Episcopologio

### Obispos
- José María de Jesús Diez de Sollano y Dávalos † (19 de marzo de 1863-7 de junio de 1881 falleció)
- Tomás Barón y Morales † (25 de septiembre de 1882-19 de enero de 1898 falleció)
- Santiago de los Santos Garza Zambrano † (12 de febrero de 1898-2 de marzo de 1900 nombrado arzobispo de Linares o Nueva León)
- Leopoldo Ruiz y Flores † (12 de noviembre de 1900-14 de septiembre de 1907 nombrado arzobispo de Linares o Nueva León)
- José Mora y del Río † (15 de septiembre de 1907-2 de diciembre de 1908 nombrado arzobispo de México)
- Emeterio Valverde y Télles † (7 de agosto de 1909-26 de diciembre de 1948 falleció)
- Manuel Martín del Campo Padilla † (26 de diciembre de 1948 por sucesión-10 de junio de 1965 nombrado arzobispo coadjutor de Morelia)[nota 2]
- Anselmo Zarza Bernal † (13 de enero de 1966-4 de enero de 1992 retirado)
- Rafael García González † (4 de enero de 1992-8 de noviembre de 1994 falleció)
- José Guadalupe Martín Rábago (23 de agosto de 1995-25 de noviembre de 2006 nombrado arzobispo)

### Arzobispos
- José Guadalupe Martín Rábago (25 de noviembre de 2006-22 de diciembre de 2012 Emérito).
- Alfonso Cortés Contreras, (22 de diciembre de 2012-4 de julio de 2024 Emérito).
- Jaime Calderón Calderón, desde el 4 de julio de 2024.